# Desideer Stracke
Desideer (of Desiderius) Adolf Stracke (Antwerpen, 12 december 1875 – Borgerhout, 18 februari 1970), beter bekend als Pater Stracke, was een Vlaamse jezuïet en filoloog. Hij stichtte in 1925 het Ruusbroecgenootschap. Stracke had een ruime interesse in de literatuurgeschiedenis en hij schreef onder meer "Volksslaap en -Ontwaken". Zijn brochure "Arm Vlaanderen" werd een begrip in de Vlaamse Beweging.

## Levensloop

### Afkomst en opleiding
Stracke had een Friese vader, Ludovicus Stracke en een Vlaamse moeder, Catherina Van Hinsbergh, en werd in een groot gezin geboren. Hij volgde de humaniora in het Antwerpse Onze-Lieve-Vrouwecollege en trad op 17-jarige leeftijd in bij de Sociëteit van Jezus. Na zijn noviciaat en twee jaar klassieke studies in de Oude Abdij van Drongen (1892-1896), verbleef hij voor zijn verdere opleiding achtereenvolgens in het Engelse Stonyhurst College (1896-1898), Valkenburg (Limburg) (1898-1899) en Kopenhagen (1899-1900).
In 1900 werd Desideer Stracke leraar aan het Sint-Michielscollege in Brussel en tegelijk leraar Grieks-Latijn voor zijn jongere confraters in Drongen. Voor de Middenjury behaalde hij de diploma's van kandidaat in de Germaanse en in de klassieke talen. Zijn studies theologie en filologie volgde hij aan de Katholieke Universiteit Leuven waar hij onder meer les kreeg van de nog jonge Vlaamsgezinde hoogleraar Lodewijk Scharpé. In 1904 promoveerde Stracke er tot doctor in de Germaanse filologie. Beducht voor zijn flamingantisch engagement stuurden zijn geestelijk oversten hem daarna voor de verderzetting van zijn studie theologie nog naar Krakau, waar hij op 24 maart 1907 tot priester werd gewijd. Hij verbleef in 1908-1909 in Ternopil (Oekraïne). Van 1909 tot 1912 was hij leraar aan het Sint-Jozefscollege in Aalst en zette er zich in, naast zijn leraarschap, voor het Nederlandstalig studententoneel. In 1910 legde hij zijn eeuwige geloften af en in 1913 verbleef hij opnieuw in Drongen waar hij zich bekwaamde in de kanselwelsprekendheid.

### Arm Vlaanderen
In 1913 schreef pater Stracke enkele opvallende redevoeringen, waarvan de in 1914 in brochurevorm uitgegeven Arm Vlaanderen, geïnspireerd door het boek 'Door Arm Vlaanderen' van journalist August De Winne, de bekendste werd. In die op ruim enthousiasme onthaalde voordrachten klaagde hij in liefdevolle maar vlijmscherpe bewoordingen niet enkel de materiële armoede maar vooral de morele, intellectuele en politieke armoede van het Vlaamse volk aan. Het pauperisme van de Vlaamse "massa der loontrekkenden", door Stracke omschreven als "het grofste proletariaat van heel Europa", was volgens hem te wijten aan de sociale onwetendheid en zelfgenoegzaamheid van de burgerlijke klasse. Hij riep de "beschaafde" elite dan ook op om  het "kuddevolk" van Vlaanderen te verheffen onder de cultureel hoogstaande volkeren van Europa. Tot vandaag wordt de uitdrukking 'Arm Vlaanderen' gebruikt door (radicale) flaminganten die zich erger(d)en aan de onverschilligheid van vele Vlamingen t.o.v. de communautaire tegenstellingen in België. Tegenwoordig zijn deze woorden echter ook een cliché geworden voor iedereen die zich stoort aan een bepaalde praktijk of mentaliteit in Vlaanderen.
In 1913 ging Stracke een polemiek aan met de belgicistische historici Henri Pirenne en Godefroid Kurth over de tweetaligheid van Vlaanderen in het verleden. Wanneer de professoren beweerden te kunnen  "bewijzen" dat Vlaanderen altijd al tweetalig was geweest, trachtte Stracke deze "mythe" te ontkrachten in zijn brochure Was Vlaanderen altijd al tweetalig als nu? Hij begon van toen af ook Nederlandse literatuurgeschiedenis te doceren aan de Facultés universitaires Notre-Dame in Namen.

### Eerste Wereldoorlog
De periode van de Eerste Wereldoorlog en de daaropvolgende repressie was een hectische periode voor pater Stracke. In 1914 meldde hij zich vrijwillig als aalmoezenier bij het Belgische leger maar werd er geweigerd. Ondanks het verbod ging hij toch naar het oorlogsfront rond Namen waar hij een lokale pastoor verving. Een jaar later werd hij aalmoezenier van Poolse, Tsjechische en Russische krijgsgevangenen in Oostakker. Van daaruit werd hij in 1916 geestelijk leider voor de studenten van de vernederlandste Universiteit van Gent waar hij veel aktivisten leerde kennen. In 1917 was hij actief als aalmoezenier voor de ongeveer 75.000 Vlaamse arbeiders die hetzij vrijwillig hetzij gedwongen in Duitsland waren tewerkgesteld. Zijn positieve houding tegenover arbeid in dienst van de vijand werd hem na de oorlog verweten en maakte dat hij, in beschuldiging gesteld van collaboratie, uit België wegbleef. In 1918 werd Stracke door zijn oversten overgeplaatst naar Nederland waar hij kapelaan werd, eerst twee jaar in Den Haag, daarna nog een jaar in Rotterdam. In 1921 werd hij aangesteld als aalmoezenier in het Poolse Lodz.
In 1922 keerde Desideer Stracke terug in België waar hij in mei door het Gentse Assisenhof schuldig werd bevonden aan samenwerking met de Duitse bezetter tijdens de Eerste Wereldoorlog. Hij werd veroordeeld tot drie jaar gevangenisstraf en vijf jaar ontzetting uit zijn burgerrechten. Na zijn vervroegde vrijlating, negen maanden later, groeide hij uit tot een idool van het katholieke Vlaams-nationalisme. In 1923  werd hij aalmoezenier voor de Poolse mijnwerkers in Alken, een jaar later was hij pastoraal werker in Mechelen.

### Ruusbroecgenootschap
In 1925 waren de oorlogsjaren stilaan vergeten. Stracke kon zich gaan toeleggen op wat zijn levenswerk werd: de studie van de geschiedenis van de mystiek en de vroomheid in de Nederlanden. Hij stichtte daarvoor in 1925 het Ruusbroecgenootschap en in 1927 het tijdschrift Ons geestelijk Erf. In dit tijdschrift verschenen meer dan negentig bijdragen van zijn hand. Hij bleef voorzitter van het Ruusbroecgenootschap tot in 1946. Van 1948 tot 1953 was hij als medewerker aan het genootschap verbonden. Dit genootschap bestaat nog steeds als interdisciplinair onderzoekscentrum voor de wetenschappelijke studie van de geschiedenis der spiritualiteit in de Nederlanden. In 1973 werd het centrum geïntegreerd in de Universitaire Faculteiten Sint-Ignatius Antwerpen en vanaf 2003 in de gefusioneerde Universiteit Antwerpen.
In 1940 stichtte hij ook mee de Ignatiusvereniging voor het aanmoedigen van ignatiaanse retraites.

### Tweede Wereldoorlog
Tijdens de oorlog leidde Stracke een teruggetrokken leven. Het belette niet dat hij af en toe op het publieke forum verscheen. Zo hield hij in mei 1942, in een door de actieve collaborateurs georganiseerde Cultuurdagen, een redevoering in Brugge onder de titel In de leer bij Jacob van Maerlant. Het was een Groot-Nederlandse belijdenis die niet in de smaak viel bij de bezetter, waardoor hij spreekverbod kreeg. Toch werd de tekst kort daarna (juni 1942) gepubliceerd (uitgeverij 'Wiek Op' te Brugge) en hierin kwam, in bedekte termen, zijn sympathie voor het nationaalsocialisme tot uiting. Na de Bevrijding werd hij aangeklaagd, maar buiten vervolging gesteld. Daarna zette hij zich in voor degenen die na hun veroordeling wegens collaboratie zwaar te lijden hadden onder de gevolgen van de repressie en epuratie (vervallenverklaring van burgerlijk, politieke en sociale rechten). Na zijn dood werd dit pastoraal liefdadigheidswerk verdergezet door het Stracke-Noodfonds, een vzw die niet enkel materiële, geestelijke en financiële bijstand verleende aan de getroffenen van de naoorlogse repressie maar ook tussenkwam in de betaling van de proceskosten en boetes voor strafrechtelijk veroordeelde militanten van radicale Vlaams-nationalistische strijdverenigingen zoals VMO.

### Eerbetoon
Naar aanleiding van zijn tachtigste verjaardag werd Pater Stracke op initiatief van Angela Tysmans, de weduwe van Lodewijk Dosfel, en Jozef Goossenaerts, op 22 december 1955 in Antwerpen feestelijk gehuldigd als "symbool van de Dietse kracht". Onder het talrijk opgekomen publiek bevond zich een ruime schare van vooraanstaanden en vertegenwoordigers uit 53 verenigingen van een geslagen maar heroplevende Vlaamse Beweging. Na de uitvoerige lofbetuigingen van onder meer de dominicaanse pater Juul Callewaert en de provinciaal-overste van de jezuïeten pater Etienne Dhanis riep de 'erudiete dwarsligger' in zijn dankwoord op om samen luidop te bidden voor amnestie.
Van 1946 tot aan zijn dood op 18 januari 1970 verbleef hij afwisselend in Alken, in Antwerpen en ten slotte in het Xaveriuscollege in Borgerhout. Hij bleef tijdens die jaren, als predikant, auteur en raadgever een invloedrijk persoon binnen de Vlaamse Beweging. Na zijn overlijden werd zijn stoffelijk overschot bijgezet op het erepark van de stedelijke Antwerpse begraafplaats Schoonselhof.

## Publicaties
- Volksslaap en -Ontwaken, 1913
- Recht en liefde, 1913
- Arm Vlaanderen, 1913
- Was Vlaanderen altijd tweetalig als nu?, 1913
- Ons onbewust koningschap, 1916
- Over Nederlandse letterkunde en mystiek, 1926
- In de leer bij Jacob van Maerlant, Brugge, 1942, 31 blz.
- Vlaanderens' nood, 1954
- Vlaanderens' brood, 1954
- Wordt Vlaanderen nog eens groot?, 1955
- Verleden en toekomst, Vlaamse Pockets, Uitg. Heideland, 1965